# Colomiers Rugby
Maillots
Actualités
Colomiers Rugby, anciennement Union sportive Colomiers, est un club français de rugby à XV domicilié à Colomiers, dans la banlieue ouest de Toulouse.
Il remporte le challenge européen en 1998, puis est finaliste de la Coupe d'Europe en 1999 et finaliste du championnat de France en 2000.
Le club évolue en Pro D2 en 2024-2025.

## Histoire

### Les débuts
Le club est fondé en 1915 sous le nom d'Union sportive Colomiers rugby.
Après une longue période de sommeil, le club est relancé en 1962.
Il redémarre en quatrième série, grimpe les échelons au niveau régional puis atteint la troisième division en 1976 puis la deuxième division en 1980.

#### Montée en première division groupe B
En 1981, l'US Colomiers monte en première division après sa victoire contre Langon 16 à 15 le 3 mai 1981 à Valence d'Agen.
La même année, il atteint la finale du challenge de l'Essor mais est alors battu par l'US Salles. L'année suivante le club est éliminé en 8e de finale aller-retour face à Bourgoin, tout comme en 1984 contre Auch et en 1986 contre Voiron alors que le futur arrière international Jean-Luc Sadourny fait ses débuts en équipe première. En 1987, Colomiers où Fabien Galthié commence un long bail de 15 saisons derrière la mêlée de l'USC poursuit sa progression et joue son premier quart de finale perdu 21 à 6 face à Bergerac.
L'année suivante le Championnat est porté à 80 clubs groupés initialement en seize poules de cinq. Les deux premiers de chaque poule (soit 32 clubs) forment alors le groupe A et se disputent le Bouclier de Brennus. Les autres forment alors le groupe B et après une première phase de brassage, le club 3e de son groupe derrière Grenoble, tenant du Challenge du Manoir et Hyères reste en championnat de France groupe B.

### Colomiers dans l’élite du rugby français

#### Triple vainqueur du challenge de l'Espérance
Lors de la saison 1988-1989, alors que Christian Déléris arrive comme entraîneur en prônant un rugby offensif, Colomiers, deuxième de sa poule de brassage derrière Bègles monte pour la première fois en groupe A (l’élite du rugby français) mais ne parvient pas à se qualifier, terminant septième de sa poule de huit malgré une victoire de prestige contre l'Aviron bayonnais de l'ailier international Patrice Lagisquet 38-12. Colomiers présente à l’époque une équipe très offensive avec notamment les futurs internationaux Jean-Luc Sadourny et Hervé Couffignal mais aussi les ailiers Didier Jean et Dominique Dal Pos, sélectionné cette même année aves les Barbarians contre les Māori mais souffre d’un pack un peu trop léger.
Colomiers remporte à trois reprises en quatre ans le Challenge de l'Espérance (en 1989, 1990 et 1992) puis est admis à disputer le prestigieux Challenge Yves du Manoir entre 1993 et 1996.
Par ailleurs, l’US Colomiers connaît le haut niveau lors de la saison 1990 puisque le club atteint pour la première fois les huitièmes de finale du Championnat dans l'élite. Battu à domicile par les deux premiers de la poule, Dax et Grenoble, l'USC termine néanmoins troisième de la poule 3 du groupe A. Malgré une victoire à domicile face au RC Toulon 6-3 le 22 avril 1990, l'US Colomiers est éliminé au match retour 30-12.
L'année suivante, l'USC cinquième de sa poule en Championnat ne se qualifie pas mais termine le championnat invaincu à domicile.
L'ouvreur Bernard Etcheverry quitte le club en fin de saison.

#### Les premiers internationaux de l'US Colomiers
En 1992, le club, renforcé par l’ouvreur de Villefranche de Lauragais Laurent Mazas et par le trois-quart centre de Toulon Frédéric Saint-Sardos, dispute son premier quart de finale dans l'élite au stadium de Toulouse le 17 mai face au Castres olympique et perd 24 à 15, après des victoires sur Graulhet en 16e à Montauban (30-6) et contre l'USAP en huitième de finale à Carcassonne (10-9).
Cette même saison, Fabien Galthié et Jean-Luc Sadourny sont les premiers internationaux fournis par le club et disputent la coupe du monde.
Fin 1992, Laurent Mazas, sélectionné contre l’Argentine à Nantes est le 3e international du club et en 1993, Hervé Couffignal, sélectionné contre la Roumanie est la 4e joueur de l’histoire de l’USC à porter le maillot de l’équipe de France.

#### Admission en Challenge Yves du Manoir
Cette saison-là, l'USC continue de se renforcer, devant avec notamment les Néo-zélandais Daryl Williams et Robert Gordon mais aussi derrière avec le jeune centre Jérôme Sieurac et l'ailier Éric Fachan de Lourdes.
En championnat, Colomiers se qualifie pour le Top 16 mais échoue ensuite à atteindre les quarts de finale, devancé dans sa poule par Perpignan et Brive.
Cette même année, l'USC après trois titres en Challenge de l'Espérance en quatre ans est invité à disputer le prestigieux Challenge Yves du Manoir.
Il termine deuxième de son groupe derrière le Stade toulousain mais échoue ensuite en barrage aller-retour pour un point contre le RC Narbonne.
Les trois saisons suivantes seront moins brillantes mais le club reste toutefois dans le Top 16. En 1994, Colomiers, renforcé notamment par l'ancien international Éric Bonneval qui sera toutefois peu utilisé accède au Top 16 pour la deuxième année consécutive mais échoue à se qualifier au détriment du Stade toulousain et du RC Narbonne.
L'ailier Didier Jean met alors un terme à sa carrière après sept saisons au service de l'équipe première.
Emmené par un certain David Skréla à l'ouverture, le club est sacré cette année là co-champion de France Minimes avec Villard-Bonnot à Tarbes sur un score final de 8-8.
L'année suivante, l'US Colomiers participe au Top 16 pour la troisième année consécutive mais doit laisser la qualification à l'USA Perpignan et au CA Bègles-Bordeaux. Fabien Galthié et Jean-Luc Sadourny participent à la Coupe du monde avec l'équipe de France en Afrique du Sud.
En 1996, Colomiers, renforcé par le deuxième ligne Jean-Philippe Revallier ainsi que des troisièmes lignes Bernard De Giusti et Patrick Tabacco se maintient de justesse dans une élite réduite à 20 clubs. Il termine la phase régulière un point devant Rumilly, premier relégable et doit jouer les barrages qu'il remporte contre Auch 24-9. L'USC est ensuite éliminé 24-18 en huitième de finale par Brive pour le dernier match de l'ouvreur international Laurent Mazas qui quitte alors le club pour le Biarritz olympique qui vient de retrouver l'élite.
En Challenge, après avoir ouvert la saison par une défaite à domicile devant le FC Grenoble, l'USC s'impose pour la première fois de son histoire sur le terrain du Stade toulousain qui aligne pourtant tout ses internationaux.
Colomiers, renforcé notamment par le buteur Laurent Labit renoue ensuite avec le succès et joue de nouveau un quart de finale de championnat en 1997 après avoir battu (31-26) Brive, pourtant deux fois vainqueur de l'USC en matchs de poules et champion d'Europe en titre. Au tour suivant le club est défait par le Stade toulousain 21-12 sur le terrain de Narbonne.

#### Vainqueur de la Conférence européenne 1998

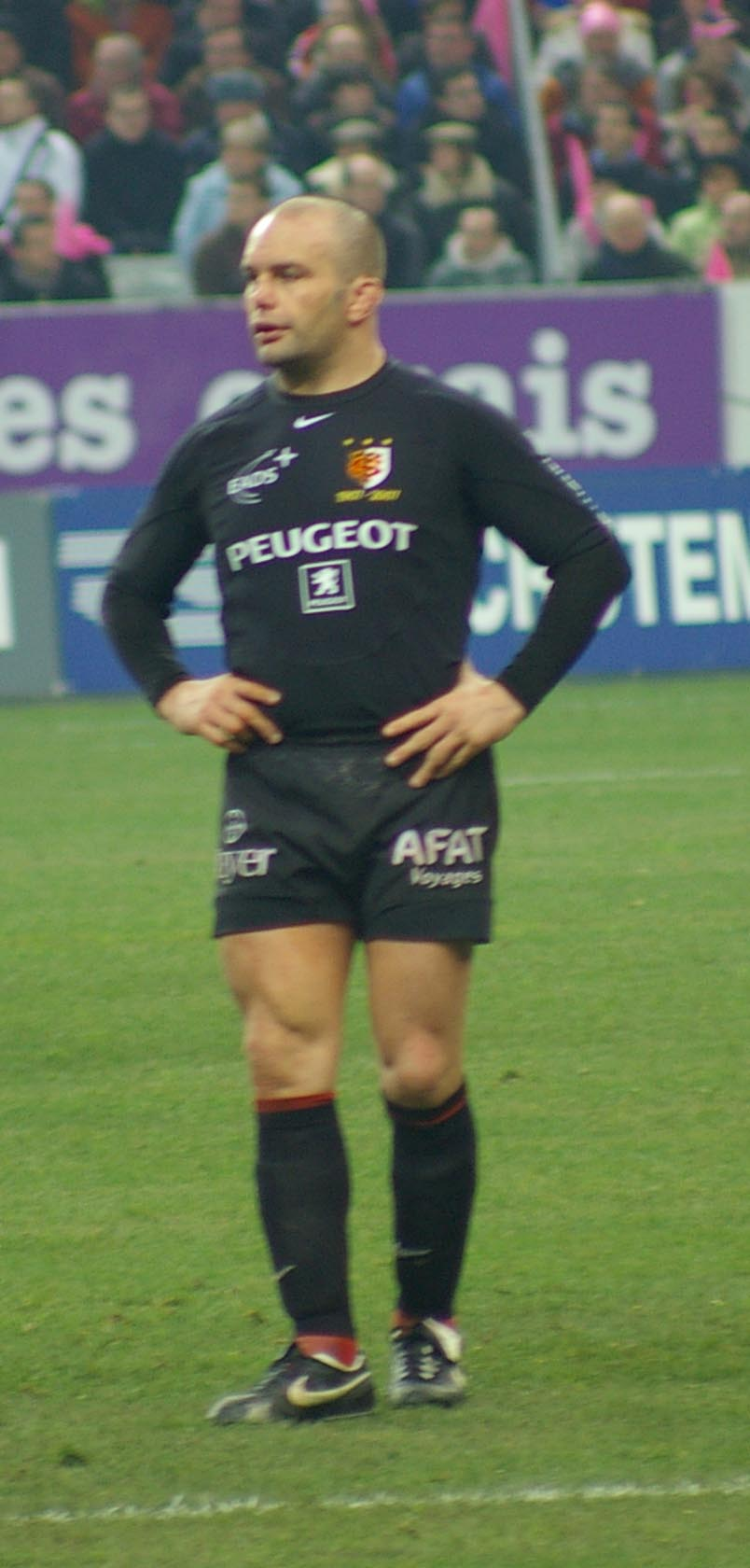
Yannick Bru ici sous le maillot du Stade toulousain vient renforcer l'effectif de l'USC.

Colomiers, renforcé par les Toulousains Hervé Manent et Yannick Bru et par l'ouvreur Michaël Carré remporte la Conférence européenne en 1998 après avoir terminé la compétition invaincu et marqué un record de 40 essais en 6 matchs de qualification. C’est le seul trophée majeur du club.

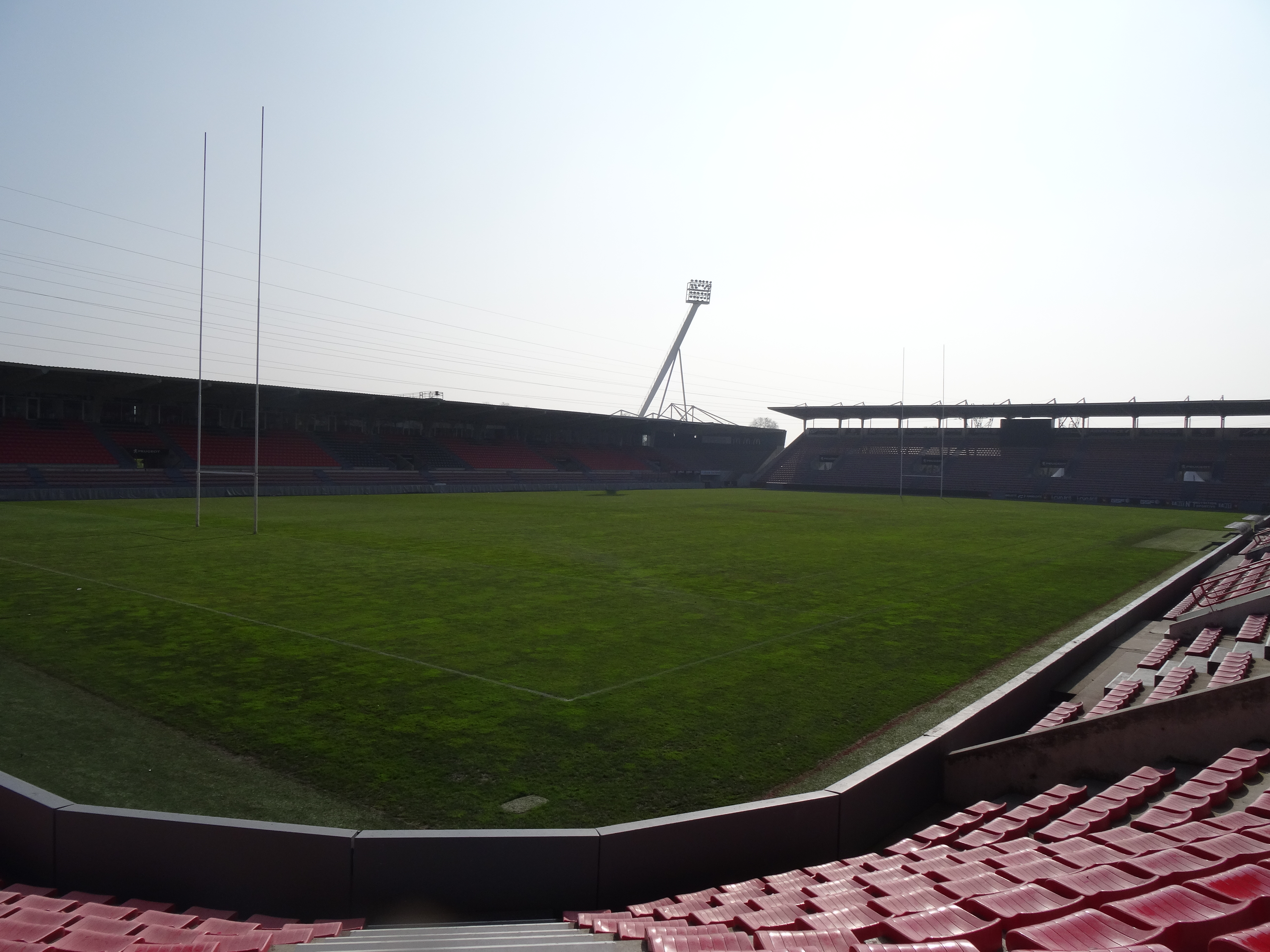
Le stade des Sept Deniers à Toulouse où l'US Colomiers remporte la Conférence européenne face au SU Agen.

En effet le club entraînés par Jacques Brunel et Philippe Ducousso connaît la consécration face au SU Agen (43-5), le 1er février 1998, après des victoires sur l'AS Montferrand en quart de finale (23-13) puis sur le Stade français au tour suivant (19-13) au stade du Sélery.
1. Jean-Paul Beyssen puis Richard Nonès (40e)  2. Yannick Bru  3. Philippe Pagès
4. Jean-Philippe Revallier  5. Jean-Marc Lorenzi puis Gildas Moro (71e)
6. Bernard De Giusti  8. Stéphane Peysson  7.  Hervé Manent puis Patrick Tabacco (40e)
9. Fabien Galthié  10. Michaël Carré
11. Dominique Dal Pos puis David Skrela (40e)   12. Jérôme Sieurac  13. Sébastien Roque puis Cyril Barrau (55e)  14. Marc Biboulet

#### Demi-finaliste du Championnat 1998
Sur le plan national, le club atteint pour la première fois les demi-finales du championnat de France, battu au stade des Costières par l'USAP 15 à 13.
Les qualités offensives de l'USC ne sont pas récompensé et Colomiers finit par céder face à la puissance  de l'USA Perpignan‌ à cause d’un drop de Laurent Saliès en fin de match pour les Catalans.
Colomiers termine toutefois quatrième club français à l'issue de la saison.
En fin de saison, l'ailier Dominique Dal Pos met un terme à sa carrière après douze saisons au service de l'équipe première.

#### Vice-champion d'Europe 1999
L'US Colomiers poursuit sur sa lancée la saison suivante. La Colombe réalise une bonne saison  en Coupe d'Europe. Le 30 janvier 1999 à Dublin, le club perd 21 à 6 en finale contre l'Ulster, devant 50 000 spectateurs, dans l'enceinte de Lansdowne Road. Premier de sa poule, le club s'impose en quart de finale 23 à 9 face au Munster puis 10 à 6 face à l'USAP en demi-finale au Stadium de Toulouse.
En Championnat, Colomiers s'incline contre Grenoble avec une défaite par 28 à 26, en quart de finale du championnat de France.
Les Columérins déjà battus deux fois par Grenoble lors de la première phase du Championnat ne sont jamais parvenus à trouver la solution face au système défensif alpin de l'entraîneur Michel Ringeval.

#### Vice-champion de France 2000
En 2000, Colomiers connaît un début de saison difficile, terminant dernier de sa poule en Coupe d'Europe et change finalement d'entraîneur en cours de saison. L'ancien demi de mêlée du club Serge Milhas succède à Henri Auriol alors que l'entraîneur adjoint Jean-Philippe Cariat conserve son poste.
En Championnat, le club termine ensuite 3e de sa poule derrière le Stade toulousain et le Stade français puis élimine d'abord Bourgoin en barrage 20-18 puis Castres 29-15 en quart de finale, match qui voit Fabien Galthié se blesser gravement au genou.
Malgré l'absence de son leader, Colomiers élimine ensuite Pau 24-22 en demi-finale grâce à une pénalité de David Skréla dans les arrêts de jeu des prolongations. Il se qualifie donc pour la première fois pour la finale du championnat de France où il retrouve le Stade français en proie à des difficultés internes importantes. Ce dernier s’impose 28 à 23.
Diminué notamment par les départs de son troisième ligne et futur international Patrick Tabacco ainsi que de l'ailier Marc Biboulet, l'USC connaît une saison 2000-2001 mitigée. Malgré un bilan de trois victoires et un match nul en six matchs, le club ne sort pas des poules en Coupe d'Europe.
En Championnat, malgré une victoire sur le terrain du Stade toulousain 21-14, l'USC termine quatrième de sa poule et retrouve le Castres olympique en quart de finale, leader de l'autre poule au stade Pierre-Antoine, il est défait 37 à 26. Le club ne se qualifie pas pour la grande Coupe d'Europe après trois participations consécutives. Cette fin de saison est également marquée par le départ de Fabien Galthié qui choisit de terminer sa carrière au Stade français ou il rejoint son ancien coéquipier Patrick Tabacco.
Le club de Colomiers continue d'évoluer dans l'élite avec l'apparition du Top 16.
Après avoir manqué de justesse la qualification en 2002, le club est renforcé la saison suivante par le deuxième ligne international Hugues Miorin qui y effectue sa dernière saison en tant que joueur.
Le club voit par contre partir ses centres Sébastien Roque après douze saisons au club et Jérôme Sieurac. Il dispute encore la phase de relégation et se maintient de justesse.
L'USC en difficulté financière et après le décès en milieu de saison du président Michel Bendichou (dont le stade porte le nom aujourd'hui), continue de perdre ses meilleurs éléments, notamment l'ailier Benjamin Lhande qui choisit le Castres olympique.
Cette période du club est tumultueuse, les résultats ne sont pas à la hauteur des années précédentes et le club doit faire face à des problèmes en interne. Ainsi, à l'issue de la saison 2003/2004, le club malgré le renfort du nouvel international argentin Patricio Albacete se voit pénalisé d'une double rétrogradation en Fédérale 1.
Jean-Luc Sadourny termine alors sa carrière de joueur.

### Colomiers alterne entre le monde amateur et professionnel

#### Première titre de champion de France de Fédérale 1 2005 et montée en Pro D2
Mais le club renoue avec le monde professionnel après un titre de champion de France de Fédérale 1 en 2005 qui lui permet d'accéder à la Pro D2.

#### Descente en Fédérale 1 en 2007
Le club termine alors dixième en 2006 pour la dernière saison de l'arrière Morgan Saout qui prend sa retraite sportive après treize saisons passées sous le maillot de Colomiers.
Colomiers est ensuite relégué la saison suivante.

#### Deuxième titre de champion de France de Fédérale 1 2008 et remontée en Pro D2
Colomiers remonte de nouveau en Pro D2 en 2008 après un second titre de champion de France.

### Colomiers en Pro D2

#### Troisième titre de champion de France de Fédérale 1 2012 et remontée en Pro D2
En 2011, le club chute de nouveau et remporte pour la troisième fois le championnat de Fédérale 1 en 2012.
Avec trois victoires au premier niveau amateur national, Colomiers Rugby est le club le plus titré de la 1re division fédérale.
La saison 2013-2014 en Pro D2 est rassurante pour le club qui termine à la 10e place. Colomiers Rugby bat par ailleurs le champion de Pro D2, l'US Oyonnax 25 à 13 à domicile. Pour la saison 2013-2014, Colomiers Rugby évolue donc une nouvelle fois en Pro D2. David Skrela, international français, fait son retour au sein de son club formateur pour les deux saisons à venir.

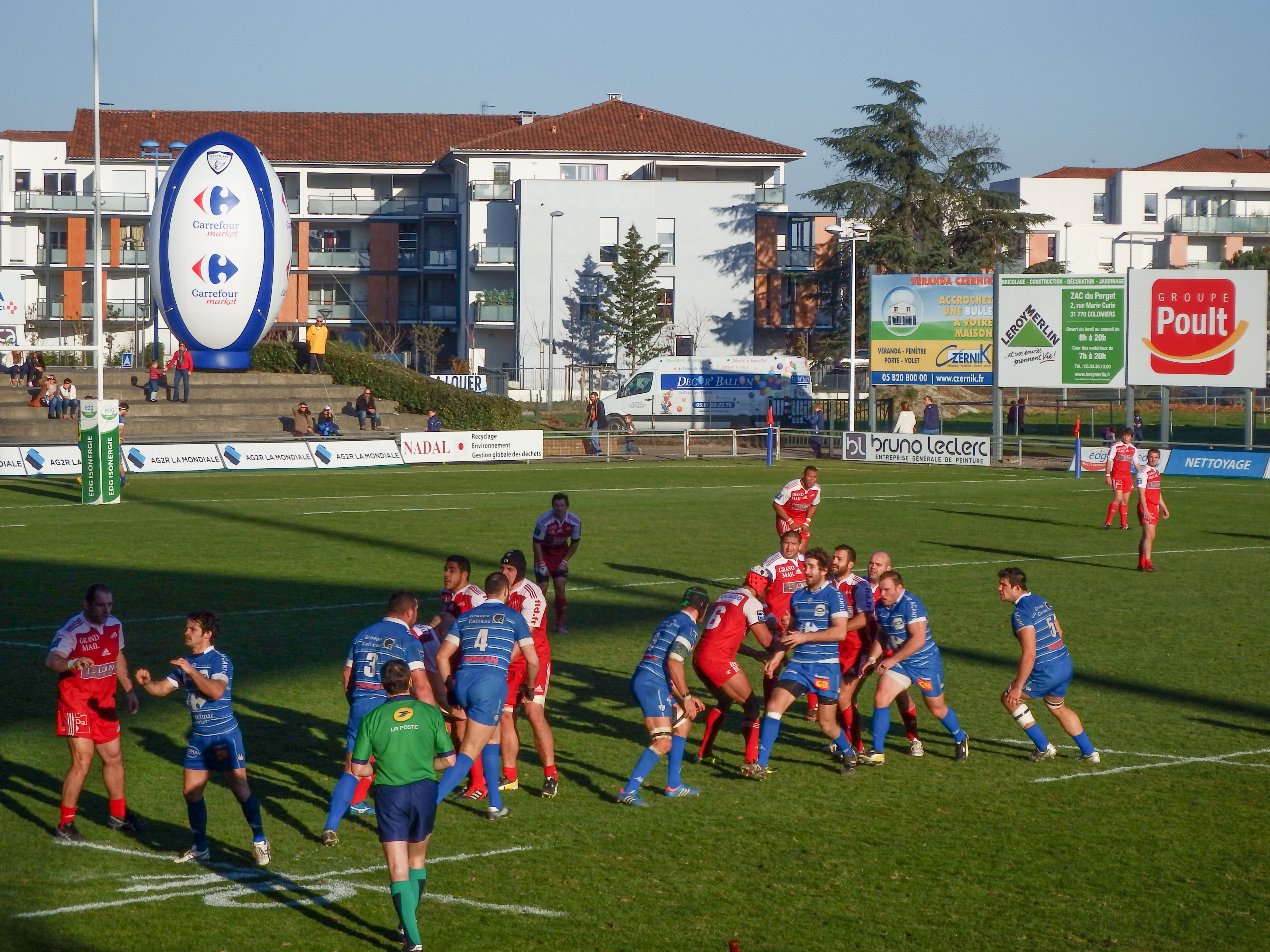
Rencontre entre les joueurs de Colomiers Rugby et de l'US Dax en janvier 2014.

Toujours en Pro D2, le club termine à la 8e place, lors de la saison 2014-2015.
Lors de la saison 2015-2016, avec 16 victoires, 3 nuls et 11 défaites, le club termine à la 5e place, place qualificative pour les matchs de barrage d'accession en Top 14.
En 2016-2017, Colomiers Rugby termine 7e.
L'espoir et futur international Sipili Falatea quitte le club pour rejoindre l'ASM Clermont avec laquelle il fera ses débuts en professionnel.
Le futur international Gaëtan Barlot fait ses grands débuts en professionnel pour ensuite rejoindre le Castres olympique en Top 14.
En 2017-2018, Colomiers Rugby termine 9e.
En 2018-2019, Colomiers Rugby termine 13e, avec 1 point d'avance sur l'US bressane premier relégué.

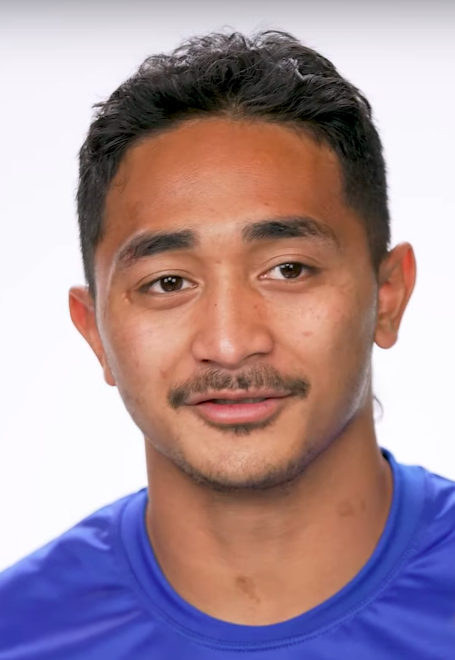
Yoram Moefana

Le futur international Yoram Moefana fait ses grands débuts en professionnel.

#### Colomiers, leader de Pro D2 avant l'arrêt du championnat à cause du covid 19
En 2019-2020, Colomiers Rugby est en tête du classement de Pro D2 devant Perpignan et Grenoble avant l’arrêt du championnat en raison de la pandémie de coronavirus COVID-19.

#### Échecs en barrage de Pro D2 contre Oyonnax en 2021 et 2022
En 2021, Colomiers Rugby termine 5e de Pro D2 puis est battu en barrage par Oyonnax rugby.
En 2022, Colomiers termine à la sixième place à l'issue de la saison régulière se qualifiant ainsi pour les barrages pour la deuxième saison consécutive. Colomiers est encore  éliminé par Oyonnax rugby (19-15) comme la saison précédente.
En 2023, Colomiers termine à la septième du championnat et manque la qualification malgré une première partie de saison encourageante.

## Palmarès

### Détail du palmarès
Le tableau suivant récapitule les performances du club :
- titres de champion et finales ainsi que les meilleures performances dans les compétitions.

| Compétitions internationales                                                            | Compétitions nationales | Compétitions de jeunes                                                                                     |
| - Coupe d'Europe : - Finaliste (1) : 1999 - Challenge européen : - Vainqueur (1) : 1998 | - Championnat de France de première division : - Vice-champion (1) : 2000 - Championnat de France de deuxième division : - Meilleure performance : demi-finale en 2016 - Championnat de France de Fédérale 1 : - Vainqueur (3) : 2005, 2008 et 2012 - Challenge de l'Espérance : - Vainqueur (4) : 1989, 1990, 1992 et 2008 - Finaliste (2) : 1991 et 2005 - Championnat de France des réserves : - Champion (1) : 2012 (Nationale B) - Challenge Armand Vaquerin : - Vainqueur (1) : 2002 | - Coupe René-Crabos : - Vainqueur (2) : 2007 et 2019 - Challenge Pierre-Gaudermen : - Vainqueur (1) : 2016 |

### Couleurs et maillots

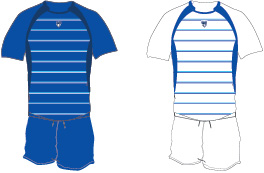
Maillots pendant la saison 2012-2013.

### Finales disputées
| Compétition        | Date de la finale | Vainqueur    | Score  | Finaliste    | Lieu de la finale                | Spectateurs |
| ------------------ | ----------------- | ------------ | ------ | ------------ | -------------------------------- | ----------- |
| Challenge européen | 1er février 1998  | US Colomiers | 43 – 5 | SU Agen      | Stade des Sept Deniers, Toulouse | 12 500      |
| Coupe d'Europe     | 30 janvier 1999   | Ulster       | 21 – 6 | US Colomiers | Lansdowne Road, Dublin           | 49 000      |

| Compétition           | Date de la finale | Vainqueur      | Score   | Finaliste    | Lieu de la finale            | Spectateurs |
| --------------------- | ----------------- | -------------- | ------- | ------------ | ---------------------------- | ----------- |
| Championnat de France | 15 juillet 2000   | Stade français | 28 – 23 | US Colomiers | Stade de France, Saint-Denis | 45 152      |

| Compétition | Date de la finale | Vainqueur       | Score   | Finaliste   | Lieu de la finale                       | Spectateurs |
| ----------- | ----------------- | --------------- | ------- | ----------- | --------------------------------------- | ----------- |
| Fédérale 1  | 12 juin 2005      | US Colomiers    | 40 – 15 | FC Oloron   | Stade Maurice-Trélut, Tarbes            |             |
| Fédérale 1  | 7 juin 2008       | US Colomiers    | 36 – 3  | US bressane | Stade Parsemain, Fos-sur-Mer            |             |
| Fédérale 1  | 16 juin 2012      | Colomiers Rugby | 20 – 16 | RC Massy    | Parc municipal des Sports, Saint-Junien |             |

## Image et identité

### Logo
La colombe qui figure sur l'emblème du club a été dessinée par Éric Béchu, ancien joueur et entraîneur des jeunes joueurs du club, aujourd'hui décédé[réf. nécessaire].

Évolution du logo
Ancien logo.
Ancien logo.
Ancien logo.
Logo depuis 2008.

## Structure

### Stade

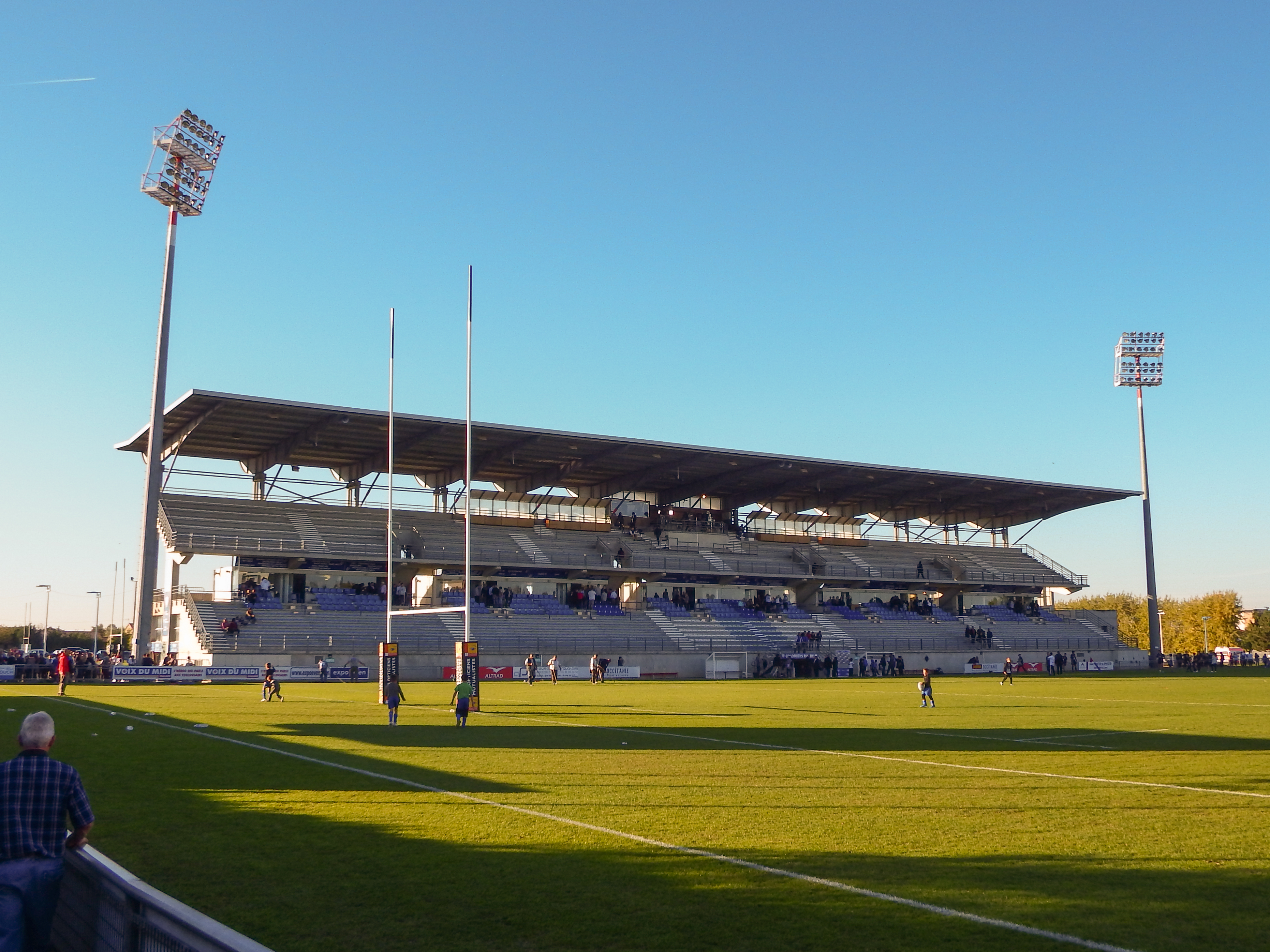
Tribune présidentielle du stade Michel-Bendichou.

Le club évolue au stade Michel-Bendichou, situé dans le quartier du Sélery à Colomiers. Anciennement nommé stade du Sélery, il est rebaptisé en 2004 en hommage à Michel Bendichou, président emblématique de l’Union sportive Colomiers,et artisan de l’ascension du club vers l’élite du rugby français. Doté de deux tribunes couvertes et de plusieurs terrains annexes, dont un synthétique, le stade peut accueillir jusqu’à 11 000 spectateurs. Le stade est rénové en 2015.

Le stade Michel-Bendichou héberge les rencontres à domicile de Colomiers Rugby en Pro D2.

## Personnalités du club

### Effectif 2025-2026
Après le départ de Julien Sarraute, Colomiers Rugby est entrainé par le duo Florian Nicot et Aurélien Béco à partir de la saison 2025-2026. Le club annonce douze départs à l'intersaison et présente un effectif largement renouvelé,.
| Nom                      | Naissance         | Nationalité sportive | International | Dernier club          | Arrivée au club |
| Talonneurs               | Talonneurs        | Talonneurs           | Talonneurs    | Talonneurs            | Talonneurs      |
| ------------------------ | ----------------- | -------------------- | ------------- | --------------------- | --------------- |
| Pablo Dimcheff           | 1er juillet 1999  | Argentine            | -             | Union Bordeaux Bègles | 2023            |
| Théo Lachaud             | 31 août 2000      | France               | -             | RCHCC                 | 2024            |
| Thomas Larrieu           | 11 mai 1991       | France               | -             | Valence Romans DR     | 2020            |
| Piliers                  |                   |                      |               |                       |                 |
| Robin Bellemand          | 22 mars 2002      | France               | -             | Formé au club         | 2022            |
| Eliès El Ansari          | 22 janvier 1997   | France               | -             | Rouen NR              | 2024            |
| Phil Kite                | 24 avril 1993     | Tonga                |               | RC Vannes             | 2025            |
| Pierre-Emmanuel Pacheco  | 4 novembre 2002   | France               | -             | Formé au club         | 2023            |
| Michaël Simutoga         | 29 septembre 1996 | France               | -             | CS Bourgoin-Jallieu   | 2023            |
| Guillaume Tartas         | 20 novembre 1996  | France               | -             | SU Agen               | 2017            |
| Atonio Ulutuipalelei     | 14 mai 1997       | France               | -             | SO Chambéry           | 2025            |
| Deuxièmes lignes         |                   |                      |               |                       |                 |
| → Thomas Adélaïde        | 27 octobre 2002   | France               | -             | RC Toulon             | 2025            |
| Myles Edwards (en)       | 19 mai 1997       | Angleterre           | -             | Stade montois         | 2025            |
| Maxime Granouillet       | 12 février 1989   | France               | -             | Stade aurillacois     | 2017            |
| Federico Lavanini        | 27 avril 1997     | Argentine            |               | Pampas XV             | 2025            |
| Jean Thomas              | 10 mars 1994      | France               | -             | Formé au club         | 2004            |
| Troisièmes lignes aile   |                   |                      |               |                       |                 |
| Grégoire Bazin           | 30 avril 2000     | France               | -             | RC Vannes             | 2024            |
| Jérémy Béchu             | 3 octobre 2003    | France               | -             | Formé au club         | 2023            |
| Alexis Caumel            | 20 juillet 2004   | France               | -             | Niort RC              | 2022            |
| Nicolas Martins          | 18 janvier 1999   | Portugal             |               | Montpellier HR        | 2025            |
| Paolo Parpagiola         | 3 mai 2003        | France               | -             | Avenir castanéen      | 2021            |
| Luka Plataret            | 27 août 1999      | France               | -             | USON Nevers           | 2025            |
| Troisièmes lignes centre |                   |                      |               |                       |                 |
| Eliott Maurel            | 25 janvier 2001   | France               | -             | Formé au club         | 2023            |
| Caleb Timu               | 22 février 1994   | Australie            |               | ASM Clermont          | 2024            |
| Demis de mêlée           |                   |                      |               |                       |                 |
| Natan Culinat            | 9 décembre 2005   | France               | -             | Formé au club         | 2011            |
| Jules Danglot            | 6 août 2001       | France               | -             | RC Toulon             | 2025            |
| Arthur Diaz              | 3 août 2003       | France               | -             | Formé au club         | 2023            |
| Ugo Seguela              | 14 février 2001   | France               | -             | Formé au club         | 2020            |
| Demis d'ouverture        |                   |                      |               |                       |                 |
| → Valentin Delpy         | 22 août 2003      | France               | -             | Stade toulousain      | 2025            |
| Théo Giral               | 4 février 2003    | France               | -             | ASM Clermont          | 2025            |
| Centres                  |                   |                      |               |                       |                 |
| Martin Dulon             | 11 janvier 2000   | France               | -             | US Carcassonne        | 2023            |
| Ray Nu'u (en)            | 28 avril 1998     | Nouvelle-Zélande     | -             | Melbourne Rebels      | 2023            |
| Enzo Salles              | 26 décembre 2001  | France               | -             | US Tyrosse            | 2022            |
| Baptiste Serrano         | 19 janvier 2002   | France               | -             | Formé au club         | 2023            |
| Ailiers                  |                   |                      |               |                       |                 |
| Martín Alonso            | 2 décembre 1999   | Espagne              |               | RC Vannes             | 2024            |
| Farell Delourmel         | 28 novembre 2003  | France               | -             | Formé au club         | 2018            |
| Martin Dulon             | 11 janvier 2000   | France               | -             | US Carcassonne        | 2023            |
| Rayan Houari             | 10 janvier 2005   | France               | -             | Lalande Aucamville    | 2015            |
| Rodrigo Marta            | 18 novembre 1999  | Portugal             |               | US Dax                | 2023            |
| Vincent Pinto            | 10 avril 1999     | Portugal             |               | Section paloise       | 2023            |
| Valentin Saurs           | 12 février 1995   | France               | -             | SU Agen               | 2021            |
| Anzelo Tuitavuki         | 10 octobre 1998   | Tonga                |               | Moana Pasifika        | 2024            |
| Arrières                 |                   |                      |               |                       |                 |
| Max Auriac               | 20 novembre 2002  | France               | -             | Stade toulousain      | 2022            |
| Alexandre Borie          | 17 avril 2001     | France               | -             | RC Massy              | 2025            |
| → Alberto Carmona        | 11 mai 2004       | Espagne              |               | RC Toulon             | 2025            |

### Joueurs historiques
- Patricio Albacete
- Julien Arias
- Gaëtan Barlot
- Éric Béchu
- Jean-Paul Beyssen
- Marc Biboulet
- Guillaume Bortolaso
- Russlan Boukerou
- Thierry Boyer
- Yannick Bru
- Mickaël Carré
- Fabrice Culinat
- Marc Dal Maso
- Dominique Dal-Pos
- Bernard De Giusti
- Stéphane Delpuech
- Johan Deysel
- Thierry Dusautoir
- Hikawera Elliot
- Fabien Galthié
- Rob Gordon
- Edoardo Gori
- Jean-Philippe Grandclaude
- Stéphane Graou
- Kensuke Iwabuchi
- Yannick Jauzion
- Joël Jutge
- Laurent Labit
- Christophe Laurent
- Benjamin Lhande
- Jean-Marc Lorenzi
- Christophe Malbet
- Laurent Marticorena
- Laurent Mazas
- Serge Milhas
- Hugues Miorin
- Yoram Moefana
- Gildas Moro
- Francis Ntamack
- José Oses
- Stéphane Peysson
- Thomas Ramos
- Jean-Philippe Revallier
- Sébastien Roque
- Jean-Luc Sadourny
- Jérôme Sieurac
- Farid Sid
- David Skrela
- Patrick Tabacco
- Benjamin Thiéry
- Jeremy Tomuli
- Josua Vici
- Jonathan Wisniewski
- Yoshihito Yoshida

### Entraîneurs
- 1988-1991 : José Osès et Christian Déléris
- 1991-1993 : Christian Déléris
- 1993-1994 : Jean-Claude Skrela et Christian Déléris
- 1994-1995 : Jean-Claude Skrela, José Osès et Serge Gabernet
- 1995-1996 : Jacques Brunel et Serge Gabernet
- 1996-1999 : Jacques Brunel et Philippe Ducousso
- 1999-Février 2000 : Henri Auriol et Jean-Philippe Cariat
- Février 2000-2002 : Jean-Philippe Cariat et Serge Milhas
- 2002-2003 : Philippe Ducousso et Philippe Pueyo
- 2003-2005 : Jean-Luc Sadourny et Hugues Miorin
- 2005-2006 : Jean-Luc Sadourny
- 2006-2007 : Philippe Ducousso et Bernard De Giusti
- 2007-2009 : Roland Pujo et Bernard De Giusti
- 2009-2011 : Nicolas Hallinger et Ludovic Chambriard
- 2011-2012 : Pierre-Henry Broncan et Olivier Baragnon
- 2012-2013 : Bernard Goutta et Olivier Baragnon
- 2013-2017 : Bernard Goutta et Philippe Filiatre
- 2017-Décembre 2018 : Olivier Baragnon, Marc Dantin et Julien Sarraute
- Décembre 2018-Février 2019 : Julien Sarraute et Marc Dantin
- Février 2019 - Juin 2025 : Julien Sarraute et Fabien Berneau
- Depuis juin 2025 : Florian Nicot et Aurélien Béco

### Présidents
- Jean Brunet (mort en 2012), président de 1978 à 1981. Il a connu avec le club deux accessions en 2e division et Groupe B.
- Michel Bendichou (mort en 2004), président de 1981 à 2004. Le stade du Sélery a été nommé[Quand ?] stade Michel-Bendichou en son hommage. Il avait permis au club, accompagné par des joueurs comme José Osès, de gravir les uns après les autres, les échelons menant à la 1re division qui se nommait à ce moment-là, le Groupe A.
- Alain Carré, président depuis 2004.